# Xenopus gilli
Xenopus gilli es una especie de anfibio anuro de la familia Pipidae.

## Distribución geográfica
Esta especie es endémica del sudoeste de Sudáfrica. Se encuentra entre los 10 y 140 m sobre el nivel del mar en la Provincia Cabo Occidental.

## Etimología
Esta especie lleva el nombre en honor a Edwin Leonard Gill (1877-1956), director del Museo Hancock de Historia Natural y luego del Museo Iziko de Sudáfrica.

## Publicación original
- Rose & Hewitt, 1927 : Description of a new species of Xenopus from the Cape Peninsula. Transactions of the Royal Society of South Africa, vol. 14, p. 343-346.[6]